# Lohmannella rustica
Lohmannella rustica är en kvalsterart. Lohmannella rustica ingår i släktet Lohmannella och familjen Halacaridae. Inga underarter finns listade i Catalogue of Life.